# Supercoupe d'Islande de football 1976
La supercoupe d'Islande de football 1976 était la 7e édition de la Supercoupe islandaise.
Ce sont les clubs qualifiés pour la Coupe d'Europe qui participent à la Supercoupe, c'est-à-dire le champion, le vainqueur de la Coupe et le club le mieux classé (le 2e ou le 3e si le vainqueur de la Coupe se classe 2e).

Les 3 clubs s'affrontent en matchs aller et retour avant le début de la saison, l'équipe classée première à la fin des matchs remporte la compétition.

## Les clubs participants
- ÍA Akranes - Champion d'Islande 1975
- ÍBK Keflavík - Vainqueur de la Coupe d'Islande 1975
- Fram Reykjavik - Qualifié pour la Coupe UEFA après avoir fini 2e

## Compétition

### Classement
Le barème de points servant à établir le classement se décompose ainsi :
- Victoire : 2 points
- Match nul : 1 point
- Défaite : 0 point

| Rang | Équipe         | Pts | J | G | N | P | Bp | Bc | Diff |  | Résultats (▼ dom., ► ext.) | Kefl | Akr | Fram |
| ---- | -------------- | --- | - | - | - | - | -- | -- | ---- |  | -------------------------- | ---- | --- | ---- |
| 1    | ÍBK Keflavík   | 5   | 4 | 2 | 1 | 1 | 4  | 3  | +1   |  | ÍBK Keflavík               |      | 1-0 | 1-1  |
| 2    | ÍA Akranes     | 4   | 4 | 2 | 0 | 2 | 5  | 4  | +1   |  | ÍA Akranes                 | 0-2  |     | 1-0  |
| 3    | Fram Reykjavik | 3   | 4 | 1 | 1 | 2 | 4  | 6  | -2   |  | Fram Reykjavik             | 2-0  | 1-4 |      |